# 科索沃共和國國歌
《科索沃共和国国歌》，又称《欧洲》（Evropa；），是科索沃共和國的國歌由著名作曲家赫迪·门迪伊奇（Mendi Mengjiqi）作曲，目前樂曲尚未填詞，是目前僅存「有曲無詞」的四首國歌之一，另外三首分別為聖馬利諾的《共和國國歌》、波赫的《波士尼亞與赫塞哥維納國歌》與西班牙的《皇家進行曲》。因其很好地體現了科索沃的多民族元素所以在2008年6月11日被科索沃議會選定為國歌。

## 國歌遴選
科索沃獨立后，國歌尚未確定。之前科索沃曾經有多個國歌提議，包括《歡樂頌》、《团结在我们的国旗的周围》（阿爾巴尼亞國歌）和《Kur ka ra kushtrimi n'Kosovë》。 
2008年3月12日，科索沃議會宣布組成由總理哈辛·塔奇親自領導的國歌遴選工作組負責挑選國歌。國歌的要求包括：各國旋律或者音樂片段不得出自其他作品，長度不得短于30秒或者長于1分鐘，應當反映出多民族的因素等。最終勝出者可獲者10,000歐元的獎金。 
6月11日，科索沃議會以72票贊成、15票反對和5票棄權，通過《歐洲》為科索沃國歌。

## 外部連結
- "Who Recognized Kosovo?" （页面存档备份，存于） 網頁中有國歌的MIDI音樂
- 國歌遴選規則 （页面存档备份，存于）
- 路透社報道 （页面存档备份，存于）